# Càrrega mental femenina

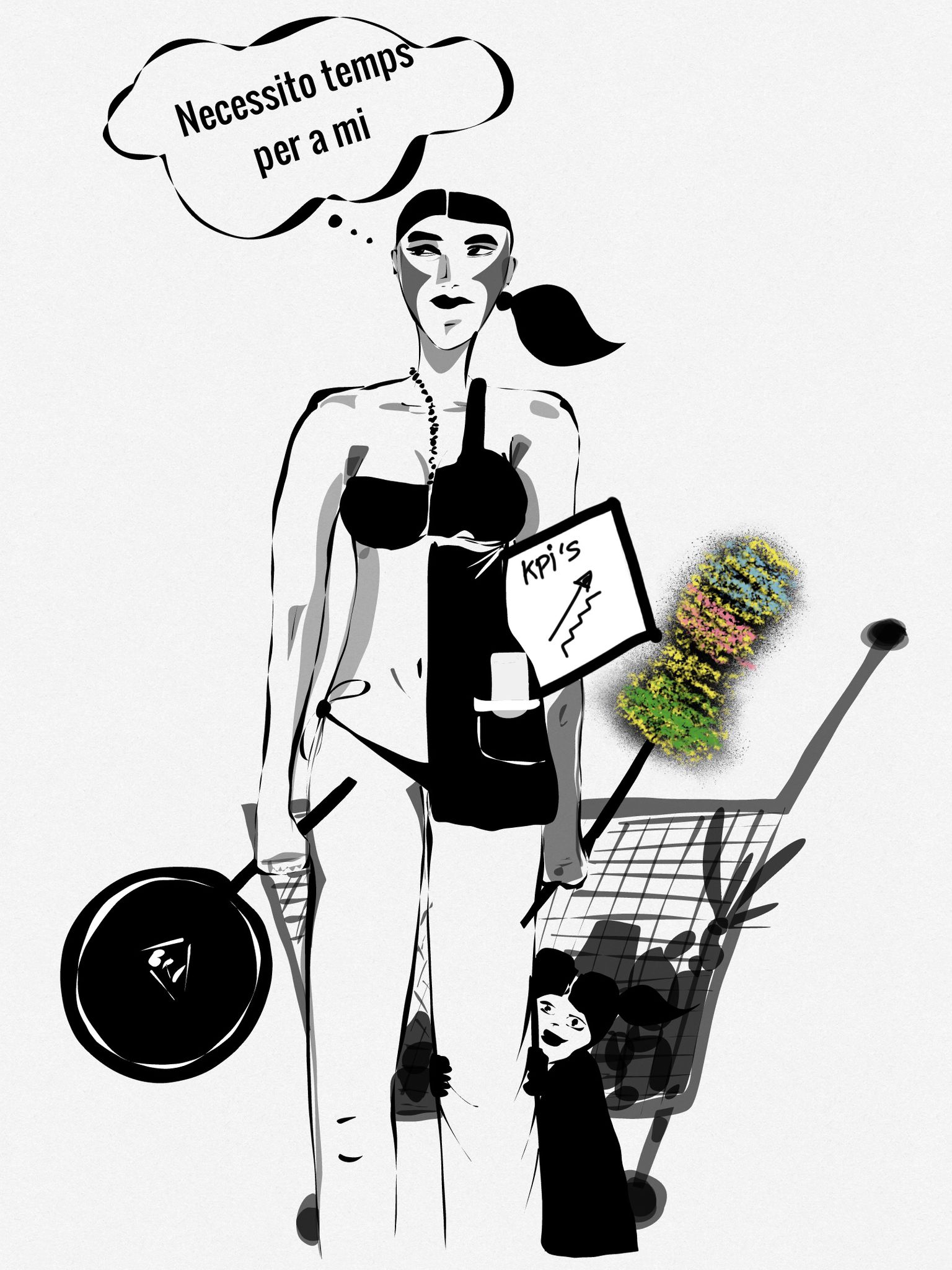

La càrrega mental femenina és un concepte que fa referència a la síndrome de les dones que viuen aclaparades pel cúmul de responsabilitats de la seva vida quotidiana, va ser descrit per primera vegada per la sociòloga Susan Walzer, al 1998, en el seu estudi “Thinking about the baby”.
És una síndrome que, encara que a Espanya no es tracta com quelcom que es diagnostica, en alguns països com a Anglaterra, el Servei Nacional de Salut l'ha arribat a reconèixer com TATT o 'Tired All The Time' (“cansades tot el temps”).
També se la identifica amb la síndrome de la dona esgotada. No és una malaltia ja que no té una causa biològica, sinó que més aviat té relació amb l'entorn que envolta a la dona i amb el ritme, moltes vegades accelerat, que exigeix la pròpia societat, així com amb la gestió que en fem.

## Estadístiques sobre la incidència en les dones de la càrrega mental
En l'estudi Per una responsabilitat compartida, realitzat per Procter & Gambel i Salvetti Llombart, a l'octubre de 2018, que recollia una mostra de 2.409 individus amb una edat compresa entre 25 i 49 anys, entre els quals s'incloïen homes i dones vivint en parella amb i sense fills, va revelar que:
●   a Espanya, 3 de cada 4 dones pateix càrrega mental, encara que un 40% d'elles desconeix el concepte i el 45% mai ha parlat amb ningú d'aquest assumpte.
●    el 63 per cent de les mares enfront del 25 per cent dels pares afirmen que tots els dies tenen al cap un llistat infinit de coses per fer.
●   un 87% de les mares es col·loquen com les principals responsables que tot flueixi adequadament a la casa, i un 69% reconeix que les seves parelles col·laboren, però que fa falta demanar-li-ho.
●   els fills i filles perceben també de manera inconscient aquesta desigualtat de tasques ja que només un 12% dels pares afirmen que són les persones de referència per a les necessitats diàries dels seus fills, enfront del 70% de les mares.
● una altra dada curiosa és que només el 14% dels pares estan en el xat del col·legi, enfront del 65% de les mares.
Els resultats de l'últim estudi que s'ha dut a terme des de Womenalia i en el qual han participat 1.200 dones de tot Espanya destaca que prop del 88% de les enquestades no dormen correctament a les nits.
Segons un informe de la Societat Espanyola per a l'Estudi de l'Ansietat i l'Estrès, el 48,7% de les dones pateix estrès freqüent, enfront del 31,5% d'homes.
A més, segons l'Enquesta de l’Ús del Temps 2010-2011 de l'Institut Nacional d'Estadística, el temps que les dones dediquen a treballs de la cura i de la llar duplica al dels homes. Elles destinen 26,5 hores a la setmana, enfront de les 14 hores d'ells.

## Autores que han visibilitat la càrrega mental femenina
Constance Hall, mare i bloguera australiana de 39 anys, amb més d’un milió de seguidors a Facebook i casi 400.000 a Instagram, va publicar al gener de 2018 un text explicant la frustració que sentia en tenir sempre la ment ocupada amb coses de casa: què cal fer, qui ho fa, què cal tenir a la nevera, això està fet? El post acumula més de 350 mil reaccions, més de 250 mil compartits i 84.000 comentaris, entre els quals destaquen els d'altres dones que expliquen històries semblants. “Sembla que no estic sola”, escrivia la bloguera dies després.
Emma Clit, mare il·lustradora i enginyera informàtica francesa, amb més de 300.000 seguidors a Facebook i mig milió de lectors, va ser una de les impulsores del concepte càrrega mental a través del seu còmic “M’ho podries haver demanat”, en el qual la visibilitza amb vinyetes d'escenes quotidianes. Té altres publicacions on parla sobre la desigualtat, la conciliació, l'assetjament, la sexualitat femenina o l'excés de treball amb una crítica àcida i amb la dosi justa d’indignació.
Samanta Villar, mare i llicenciada en Ciències de la Comunicació, va publicar l’any 2019, el llibre “La carga mental femenina” on aborda aquest problema donant-hi visibilitat i assumint un fet inequívoc: que la conciliació no existeix. Són històries quotidianes les que conformen el llibre, protagonitzades per mares desbordades, la vida de les quals s'ha convertit en un joc d'equilibrismes impossibles.

## Causes de la càrrega mental femenina
La càrrega mental femenina es produeix per una acumulació de factors relacionats amb un repartiment inadequat de tasques i responsabilitats, amb un excés de demandes i la conseqüent sobrecàrrega física i mental que es produeix per això, i amb la tendència a infravalorar o ignorar el treball domèstic, moltes vegades invisible, al qual s'enfronten les dones en el dia a dia. Si a tot això se li afegeix una parella o familiars amb poca predisposició a col·laborar a casa i a facilitar-li les coses a la dona treballadora, hi ha una alta probabilitat que es generi una sobrecàrrega mental i es produeixi la citada síndrome.
La càrrega mental femenina en l’ambient domèstic contempla tres aspectes a destacar:

### No és un treball reconegut
En ser un treball mental i cognitiu en l'àmbit privat, no està quantificat, és en gran manera invisible i, per tant, no sol ser valorat per part dels membres de la família, i a vegades ni per la pròpia dona, fins que el grau de malestar sobrepassa un límit que és difícil d'ignorar.
Això dificulta la pròpia identificació de les fonts d'estrès i, per tant, d'una adequada gestió, amb costos per a la salut emocional, física i social de les dones.

### Genera un sentiment de sobrecàrrega
Aquest és un factor crucial, juntament amb la percepció de falta de control i impredictibilitat, i contribueix a un increment de percepció subjectiva d'estrès al no poder arribar a tot el que s'ha d'atendre
El resultat és que disminueix el grau de percepció d'autoeficàcia i afecta d'una manera notable a l'autoestima. Un dels investigadors més rellevants en el camp de l'estrès, Richard S. Lazarus, afirma que una persona presenta estrès, només, si el que succeeix impedeix o posa en perill una meta important, o transgredeix expectatives altament valorades.

### És un treball poc gratificant
El tipus de tasques i demandes en l'àmbit familiar i domèstic, pels seus especials característiques, comporta afrontar contratemps, esforços de regulació emocional, solució de problemes, conflictes i superar dificultats que, si bé constitueixen successos menors, de moderada o baixa intensitat, en ser freqüents i pròxims, tenen una gran significació per a la salut de les persones.
D'altra banda, són activitats que no solen generar la percepció d'assoliment, d'avenç personal o de recompensa, i al ser experiències repetitives i incontrolables, afectaran el benestar, propiciant determinades malalties físiques, psicofísiques o trastorns psicològics com l'ansietat o la depressió.

## Efectes de laCOVID-19
El Centre Nacional d'Epidemiologia ja va indicar al març de 2020 que el 55,5% de les persones afectades per la COVID-19 eren dones. També es van realitzar estudis, alguns d'ells publicats en prestigiosos mitjans científics, com la revista The Lancet, que tenen com a objectiu identificar si la situació creada pel COVID-19 estava afectant de manera diferent en funció del gènere. Les dades indiquen que, durant aquesta etapa de confinament i estat d'alarma, les dones estaven assumint una major responsabilitat que els homes en les feines de casa i en l'atenció als fills i filles.
Així mateix, en el sector sanitari que feia front a la crisi provocada per la COVID-19, les dones van representar un percentatge molt superior al dels homes, amb diferències destacades en àmbits com la infermeria o l'atenció en residències de gent gran, on la dona va representar el 84% enfront de tan sols un 16% d'homes.

## Principals símptomes dels efectes sobre la salut[3]
- Falta de motivació o il·lusió i apatia
- Sensació de falta d'aire i opressió en el pit
- Cansament crònic
- Frustració
- Insomni
- Sensació d'esgotament físic i mental
- Oblits freqüents
- Ganes d'aïllar-se
- Inestabilitat emocional i canvis bruscos d'humor

## Consells per a combatre els efectes de la càrrega mental femenina[3]
- Donar-li al descans la importància que realment té: no només es tracta de respectar les 7 o 8 hores de son diàries, sinó també que els descansos siguin reals i no s'aprofitin per a fer més tasques pendents.
- Aprendre a delegar tasques i responsabilitats: delegar en altres persones amb qui es té la total confiança no sols és clau per a compartir responsabilitats, sinó també per a reduir l'excés de treball.
- Realitzar una bona gestió del temps: no només ajuda a millorar la qualitat de vida sinó també a ser molt més productius i eficients aconseguint cada vegada més amb menys esforç. A més, es millora la capacitat per a la concentració i es genera una major eficiència que permet fer les tasques amb major rapidesa i de forma més efectiva.
- Demanar ajuda sempre que sigui necessari: cal deixar-se ajudar i sobretot a conversar i compartir amb altres persones el que se sent. Concedir-se aquest temps i espai personal és primordial per a començar a estar bé.
- Dedicar temps a si mateixa i aprendre a prioritzar-se: tot ésser humà necessita temps per a si mateix i això no canvia quan s'és mare. En aquesta etapa cal continuar treballant l'autoestima, cal estimar-se, cuidar-se i consentir-se el temps que es necessiti per a sentir-se bé i acaronar-se.

## Els homes i el treball de les cures
Actualment, donat el treball a favor de l’equitat de gènere i de l’aparició de diferents lleis en aquest sentit, s'ha generat una falsa percepció d’igualtat (sobretot entre la població més jove) com si la desigualtat i la discriminació fossin coses del passat. Fins i tot, es dona una evolució en l’opinió que tenen els homes sobre el model ideal en el repartiment de les tasques domèstiques i de cura i és el model de repartiment simètric o de corresponsabilitat l’ideal per al 70% dels home. Però les estadístiques dels usos del temps visibilitzen que els canvis són més a nivell discursiu i superficial, i no tant en la pràctica i a nivell intern.
TAULA 1
| Durada mitjana de les activitats diàries (Detallades per sexe) | Durada mitjana de les activitats diàries (Detallades per sexe) | Durada mitjana de les activitats diàries (Detallades per sexe) |
| -------------------------------------------------------------- | -------------------------------------------------------------- | -------------------------------------------------------------- |
|                                                                | Home                                                           | Dona                                                           |
| Cures personals                                                | 11:32                                                          | 11:34                                                          |
| Treball remunerat                                              | 07:51                                                          | 06:50                                                          |
| Llar i família                                                 | 02:35                                                          | 04:14                                                          |
| Estudis                                                        | 05:01                                                          | 04:41                                                          |
| Treballs voluntaris i reunions                                 | 01:55                                                          | 01:54                                                          |
| Vida social i diversió                                         | 01:55                                                          | 01:56                                                          |
| Esports i activitats a l’aire lliure                           | 02:05                                                          | 01:47                                                          |
| Aficions i informàtica                                         | 02:02                                                          | 01:36                                                          |
| Mitjans de comunicació                                         | 02:44                                                          | 02:30                                                          |
| Trajectes i ús del temps no especificat                        | 01:32                                                          | 01:30                                                          |

TAULA 2
| Activitats de treball reproductiu (Percentatge de persones que las realitzen en un dia) | Activitats de treball reproductiu (Percentatge de persones que las realitzen en un dia) | Activitats de treball reproductiu (Percentatge de persones que las realitzen en un dia) |
| --------------------------------------------------------------------------------------- | --------------------------------------------------------------------------------------- | --------------------------------------------------------------------------------------- |
|                                                                                         | Home                                                                                    | Dona                                                                                    |
| Manteniment de la llar (neteja, organització, etc.)                                     | 35,00%                                                                                  | 65,00%                                                                                  |
| Confecció i cura de la roba                                                             | 5,00%                                                                                   | 32,00%                                                                                  |
| Activitat culinàries                                                                    | 55,00%                                                                                  | 82,00%                                                                                  |
| Compres i serveis                                                                       | 33,00%                                                                                  | 47,00%                                                                                  |
| Atenció a les criatures membres de la llar                                              | 19,00%                                                                                  | 24,00%                                                                                  |
| Ajuda a adults membres de la llar                                                       | 3,00%                                                                                   | 5,00%                                                                                   |
| Construcció i reparacions                                                               | 5,00%                                                                                   | 1,00%                                                                                   |
| Jardineria i cura d’animals                                                             | 14,00%                                                                                  | 12,00%                                                                                  |

És important tenir en compte que les tasques de cura van més enllà de la cura de les criatures. Sovint, quan parlem d’incorporar als homes en aquestes tasques només es fa referència a la promoció de paternitats presents, responsables i afectives però no es parla de la implicació dels homes en la cura de persones dependents i/o grans. Així, en aquestes tasques també es dona una dedicació desigual per part dels homes, que solen dipositar en les dones, fins i tot la responsabilitat de tenir cura del propi pare o la mare.
Malgrat tot, és important tenir present que la tendència actual és que cada vegada més els homes s'incorporin en aquestes tasques, sobretot pel que fa a la seva implicació en la cura d’infants.
Un estudi de la Fundació La Caixa, en col·laboració amb la Universitat Pompeu Fabra i la Universitat de Barcelona, assenyala que dos anys després de la irrupció de la Covid-19, els homes dediquen 3 hores més a la setmana a la cura de menors, i les dones, 3 menys. La bretxa de gènere en el total d’hores de treball, incloent-hi el remunerat i el no remunerat, s'ha reduït de 9 a 5 hores setmanals.
Amb tot, cal ser prudents amb els discursos massa optimistes, ja que el canvi és lent i gradual. A més, els homes poden gaudir de cert privilegi pervers que fa que obtinguin un reconeixement social amb molta facilitat tot i no existir una situació d’igualtat d’oportunitats. Només cal pensar en el món de cuina d’autor i l'alta costura on les dones tenen una presència minoritària tot i ser tasques que tradicionalment han realitzat les dones.